# Supercopa espanyola d'hoquei sobre patins masculina 2009-2010
L'edició 2009-2010 de la Supercopa espanyola d'hoquei patins masculina es disputà el 12 i 19 de setembre de 2009 en partit d'anada i tornada. La copa enfrontà el vencedor de la Lliga espanyola, el FC Barcelona Sorli Discau contra el vencedor de la Copa espanyola, el Roncato Vic. El partit disputat a Vic fou arbitrat per Jordi Vidal i Óscar Valverde, mentre que la tornada disputada a Barcelona foren Fran García i Antoni Gómez els col·legiats assignats.

## Resultat
| 12 de setembre de 2009 19:30      |     |                           |                                                         |
| Roncato Vic                       | 4-1 | FC Barcelona Sorli Discau | Pavelló Olímpic de Vic Àrbitres: J. Vidal i O. Valverde |
| Torra 18' Masoliver 43', 44', 46' |     | Adroher 5'                | Pavelló Olímpic de Vic Àrbitres: J. Vidal i O. Valverde |

| 19 de setembre de 2009 19:30                   |     |                                   |                                                |
| FC Barcelona Sorli Discau                      | 4-3 | Roncato Vic                       | Palau Blaugrana Àrbitres: F. García i A. Gómez |
| C. López 5' (p), 44' (p) Borregán 27', 32' (p) |     | B. López 21', 48' 'Titi' Roca 30' | Palau Blaugrana Àrbitres: F. García i A. Gómez |

| Campió RONCATO VIC |